# Ян Хао (футболист)
Ян Ха́о (кит. упр. 杨昊, пиньинь Yáng Hào; род. 19 августа 1983, Пекин) — китайский футболист, полузащитник и нападающий, капитан клуба китайской Первой лиги «Шэньси Чанъань». Выступал за национальную сборную КНР.

## Карьера

### Клубная карьера
Ян Хао начинал профессиональную карьеру футболиста в клубе «Бэйцзин Гоань», в составе молодёжной команды которого выступал до этого в течение нескольких сезонов. Дебютировал в сезоне 2001 года. В команде наигрывался на позициях атакующего полузащитника и нападающего. Однако, редко попадал в основной состав вплоть до сезона 2004 года, в котором отыграл в 19 матчах. Однако новый тренер Шэнь Сянфу, который пришёл на тренерский мостик команды в 2005 году, вновь посадил игрока на лавку. Только приход в «Гоань» южнокорейского специалиста Ли Чжан Су перед началом сезона 2007 года изменил ситуацию, и Ян вновь начал попадать в основу. Более того, в 2009 году клуб стал чемпионом Суперлиги.
В январе 2011 года Ян на правах свободного агента перешёл в «Гуанчжоу Эвергранд», с которым вновь выиграл Суперлигу сезона 2011 года.

### Международная карьера
Дебютировал в национальной сборной Китая 1 июня 2009 года в товарищеском матче на позиции полузащитника против сборной Ирана. Китайская команда одержала победу со счётом 1-0. В дальнейшем выступал в нескольких товарищеских матчах и постепенно стал игроком основы. Первый мяч забил 18 июля 2009 года в ворота сборной Государства Палестина, а его команда победила 3-1. Тренер сборной Гао Хунбо проверял полузащитника на всех подготовительных турнирах перед стартом Кубка Азии-2011. Со сборной КНР игрок выиграл Чемпионат Восточной Азии по футболу 2010 и был в составе первой команды на Кубке Азии 2011 года.

## Статистика выступлений

### Статистика выступлений за клуб
Последнее обновление: 2 ноября 2011
| Сезон | Команда            | Страна | Дивизион | Матчи | Голы |
| ----- | ------------------ | ------ | -------- | ----- | ---- |
| 2002  | Бэйцзин Гоань      | КНР    | 1        | 7     | 0    |
| 2003  | Бэйцзин Гоань      | КНР    | 1        | 12    | 1    |
| 2004  | Бэйцзин Гоань      | КНР    | 1        | 19    | 1    |
| 2005  | Бэйцзин Гоань      | КНР    | 1        | 9     | 3    |
| 2006  | Бэйцзин Гоань      | КНР    | 1        | 12    | 1    |
| 2007  | Бэйцзин Гоань      | КНР    | 1        | 5     | 1    |
| 2008  | Бэйцзин Гоань      | КНР    | 1        | 21    | 1    |
| 2009  | Бэйцзин Гоань      | КНР    | 1        | 23    | 3    |
| 2010  | Бэйцзин Гоань      | КНР    | 1        | 17    | 1    |
| 2011  | Гуанчжоу Эвергранд | КНР    | 1        | 22    | 0    |

### Голы на международной арене
В списке результатов голы Китая представлены первыми.
| Дата            | Место           | Соперник              | Счёт | Результат | Соревнование      |
| --------------- | --------------- | --------------------- | ---- | --------- | ----------------- |
| 18 июля 2009    | Китай Тяньцзинь | Государство Палестина | 1-0  | 3-1       | Товарищеский матч |
| 12 августа 2009 | Сингапур        | Сингапур              | 1-1  | 1-1       | Товарищеский матч |

## Достижения

### Клубные
«Бэйцзин Гоань»
- Чемпион Китая по футболу : 2009

 «Гуанчжоу Эвергранд»
- Чемпион Китая по футболу : 2011

 «Гуйчжоу Жэньхэ»
- Суперкубок Китайской футбольной ассоциации: 2014

### Международные
Китай
- Чемпион Восточной Азии : 2010